# Mariangelo da Cerqueto
Mariangelo da Cerqueto, al secolo Mario Budelli (Cerqueto, 17 febbraio 1915 – Perugia, 15 novembre 2002), è stato un religioso e scrittore italiano. È noto per essere stato per anni il curatore dell'almanacco di Frate Indovino.

## Biografia

### Professione religiosa
Figlio di Omero Budelli e di Giulia Cicioni, vestì l'abito religioso dei Frati Minori Cappuccini nel noviziato di Montemalbe il 3 agosto 1930. Prese i voti temporanei in Montemalbe il 4 agosto 1931 e i voti solenni nel convento dei Cappuccini di Spoleto il 29 aprile 1936.
Ricevette la tonsura in Foligno il 19 settembre 1936; l'ostiariato e il lettorato in Foligno il 13 marzo 1937; l'esorcistato e l'accolitato in Foligno il 22 maggio 1937; il suddiaconato in Foligno il 25 marzo 1939; il diaconato in Spello il 3 giugno 1939; il presbiterato in Foligno il 23 luglio 1939.
Fu il fondatore dell'almanacco di "Frate Indovino", la cui prima pubblicazione vide la luce nel 1945. L'almanacco ottenne in breve tempo diffusione nazionale.
Numerosi sono stati i suoi interventi in trasmissioni radio-televisive ed articoli (o comunque a lui riferiti)

### Morte
Morì nel Convento "Rifugio Francescano" di Perugia il 15 novembre 2002, all'età di 87 anni: da tempo era affetto dalla malattia di Parkinson.
È sepolto nella chiesa del Crocifisso, sulla piazza a lui intitolata a Cerqueto di Marsciano, in via Circonvallazione.

## Incarichi

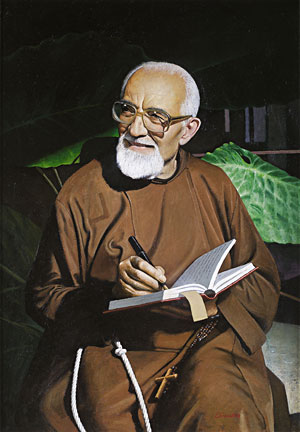
Mariangelo da Cerqueto

- nel luglio 1940 di famiglia in Assisi: Direttore di “Voce Serafica” e nel 1942 Vicario del Convento
- nel settembre 1943 nominato Delegato Provinciale per il TOF e Direttore di “Voce Serafica” fino al 1949
- nel Capitolo del 1949 è stato nominato Superiore del Convento di Fontivegge (Perugia) fino al 1955
- nel Capitolo del 1955 è stato eletto IV Definitore e Vicario a Fontivegge
- nel Capitolo del 1958 è stato eletto II Definitore e riconfermato di Famiglia a Fontivegge
- il 26 settembre 1960 ingresso ufficiale nel “Rifugio Francescano”
- nel Capitolo del 1961 è eletto I Definitore provinciale fino al 1966
- nel Capitolo 1967 è stato eletto Ministro provinciale, ma dopo 40 giorni rinunzia per motivi di salute. Con la seconda sessione del Capitolo provinciale viene nominato Presidente del “Rifugio Francescano” e restano invariate le mansioni in merito alle “Edizioni Frate Indovino”
- il 7 ottobre 1969 viene eletto Membro del Consiglio Presbiterale dell'Arcidiocesi di Perugia fino al 1970
- nel 1975 è stato eletto II Definitore provinciale e Vicario del “Rifugio Francescano”, sempre Direttore di “Frate Indovino” e Presidente della Commissione Economica fino al 1982
- dal 1982 fino alla morte è sempre restato Direttore delle Edizioni “Frate Indovino” e Superiore o Vicario della Fraternità

## Pubblicazioni
Nel susseguirsi degli anni, alla redazione del famoso calendario di Frate Indovino ha associato anche la stesura di numerosi libri, divenuti poi importanti successi editoriali:
- Il nuovo segreto della salute – Erbe e cure di Frate Indovino
- L'orticello di casa
- La buona cucina casalinga
- Giardino in casa
- Cara Mamma...” e “Caro Papà...
- Maria – la donna sempre viva
- Proverbi, proverbi, proverbi
- Un nome da scegliere
- Il Gran Libro di Frate Indovino
- Dichiarazioni d'amore a Maria

## Onorificenze e riconoscimenti

### Premi e riconoscimenti
- 1995: Premio “Città di Marsciano”
- 1998: Premio “Servitore della Pace” della “Path to Peace Foundation” (“Fondazione Sentiero verso la Pace”)
- 2001: Premio “Mens sana in corpore sano” dell'Università degli Studi di Milano